# 众人之上
《众人之上》（羅馬化：Neur Manoot）是一部由Dara Video制作，黛薇卡·霍内与查纳鹏·萨塔亚领衔主演的泰国奇幻动作剧。此剧于2010年1月8日至2010年2月20日，每周五至周日晚上8时25分在泰国第7电视台播出。后于2013年9月25日至10月25日，每周一至周五下午1时至2时50分在泰国第7电视台重播。

## 演员阵容
- 黛薇卡·霍内[5] 饰演 Krathin / Xinthuga
- 查纳鹏·萨塔亚 饰演 Tong
- Natthew 饰演 Hemun
- 安雅琳·堤拉塔南帕[4] 饰演 Kaewroong
- 皮拉甘·陂帕拉赛 饰演 Loogkob
- 萨鲁特·维吉特拉南达 饰演 Amorn医生